# Kahr Serie K
La Kahr Serie K è una serie di pistole semi-automatiche prodotte da Kahr Arms. L'arma originale della serie, la K9, è stata introdotta nel 1995 e presenta un meccanismo di innesco a doppia azione (DAO).
Dal 1998 è stata utilizzata per il servizio di scorta e di riserva dal Dipartimento di Polizia di New York (NYPD), ma a partire dal dicembre 2011, il Kahr K9 non è più utilizzato dal NYPD in quanto Kahr Arms non è stato in grado di modificare il grilletto sulle specifiche della NYPD. Fin dalla sua introduzione, la progettazione e la costruzione della pistola hanno subito una serie di miglioramenti, tra cui dimensioni della camera di scoppio leggermente aumentate e l'uso di un materiale composito di nichel elettrolitico Teflon per alcune delle parti mobili interne che hanno migliorato l'affidabilità.
La versione Elite della pistola offre la slitta di alimentazione lucidata, scivolo lucido e sbavato, pozzetto del caricatore smussato e grilletto allargato per un azionamento più regolare.

## Variante K9
Il Kahr K9 è il modello originale della serie K. Il modello standard presenta una struttura in acciaio inossidabile, culatta chiusa, blocco percussore passivo e nessuna disconnessione del caricatore. Può anche essere acquistato con finitura in nero opaco. Entrambi i modelli sono caratterizzati da mirini con punti regolabili. La munizione utilizzata è 9x19 mm Parabellum.
Il modello K9 Elite è stato introdotto anche da Kahr che presenta una finitura in acciaio inossidabile lucidato e incisione laser sul telaio.